# 1-й Туркестанский армейский корпус
1-й туркестанский армейский корпус — оперативное объединение Русской императорской армии.
Входил в Туркестанский военный округ. Штаб корпуса располагался в Ташкенте.
Сформирован в 1899 году. В период Первой мировой войны участвовал в боевых операциях на Северо-Западном, Западном и Юго-Западном фронтах. Корпус расформирован в 1918 г.

## Состав
Состав на 18 июля 1914:
- 1-я Туркестанская стрелковая бригада
  - 1-й Туркестанский стрелковый полк
  - 2-й Туркестанский стрелковый полк
  - 3-й Туркестанский стрелковый полк
  - 4-й Туркестанский стрелковый полк
  - 1-й Туркестанский стрелковый артиллерийский дивизион
- 2-я Туркестанская стрелковая бригада
  - 5-й Туркестанский стрелковый полк
  - 6-й Туркестанский стрелковый полк
  - 7-й Туркестанский стрелковый полк
  - 8-й Туркестанский стрелковый полк
  - 2-й Туркестанский стрелковый артиллерийский дивизион
- 3-я Туркестанская стрелковая бригада
  - 9-й Туркестанский стрелковый полк
  - 10-й Туркестанский стрелковый полк
  - 11-й Туркестанский стрелковый полк
  - 12-й Туркестанский стрелковый полк
  - 3-й Туркестанский стрелковый артиллерийский дивизион
- 1-я Туркестанская казачья дивизия
  - 1-я бригада
    - 4-й Исетско-Ставропольский полк
    - 2-й Уральский казачий полк

  - 2-я бригада
    - 5-й Оренбургский казачий полк
    - 6-й Оренбургский казачий полк
    - 1-й Семиреченский казачий полк

  - 2-я Оренбургская казачья батарея
  - Туркестанская конно-горная батарея
- 1-й Туркестанский сапёрный батальон
- Туркестанская понтонная рота

## Командиры
- генерал-лейтенант (с 1 января 1901 — генерал от кавалерии) Каханов (Коханов), Семён Васильевич (2 июля 1899 — 1 марта 1901)
- генерал-лейтенант Топорнин, Дмитрий Андреевич (10 апреля 1901 — 11 декабря 1903)
- генерал-лейтенант Церпицкий, Константин Викентьевич (11 декабря 1903 — 14 ноября 1904)
- генерал-лейтенант Мациевский, Евгений Иосифович (14 ноября 1904 — июль 1906)
- генерал-лейтенант (с 6 декабря 1908 генерал от кавалерии) Козловский, Павел Александрович (2 июля 1907 — 19 июля 1912)
- генерал-лейтенант Леш, Леонид Вильгельмович (30 июля 1912 — 15 января 1913)
- генерал-лейтенант (с 20 июня 1913 генерал от инфантерии) Ерофеев, Михаил Родионович  (15 января 1913 — 5 декабря 1914)
- генерал от кавалерии Шейдеман, Сергей Михайлович (5 декабря 1914 — 4 июля 1917)
- генерал-лейтенант Кушакевич, Алексей Ефимович (4 июля 1917 — декабрь 1917)
- полковник Благовещенский, Пётр Васильевич (декабрь 1917 — 1918)